# Sojus TM-4
Sojus TM-4 ist die Missionsbezeichnung für den am 21. Dezember 1987 gestarteten Flug eines sowjetischen Sojus-Raumschiffs zur sowjetischen Raumstation Mir. Es war der vierte Besuch eines Sojus-Raumschiffs bei der Raumstation Mir und der 80. Flug im sowjetischen Sojusprogramm.

## Besatzung

### Startbesatzung
- Wladimir Georgijewitsch Titow (2. Raumflug), Kommandant
- Mussa Chiramanowitsch Manarow (1. Raumflug), Bordingenieur
- Anatoli Semjonowitsch Lewtschenko (1. Raumflug), Bordingenieur

Titow war bereits als Kommandant von Sojus TM-2 vorgesehen gewesen, konnte aber aufgrund der Erkrankung seines Bordingenieurs Serebrow nicht eingesetzt werden, so dass er dem nächsten Langzeitflug zugeteilt wurde.

### Ersatzmannschaft
- Alexander Alexandrowitsch Wolkow, Kommandant
- Alexander Jurjewitsch Kaleri, Bordingenieur
- Alexander Wladimirowitsch Schtschukin, Bordingenieur

### Rückkehrbesatzung
- Anatoli Jakowlewitsch Solowjow (1. Raumflug), Kommandant
- Wiktor Petrowitsch Sawinych (1. Raumflug), Bordingenieur
- Alexandar Panaiotow Alexandrow (1. Raumflug),  Bulgarien

## Missionsüberblick
Die dritte Stammbesatzung der Raumstation Mir (Titow und Manarow) setzte die erfolgreichen Arbeiten ihrer Vorgänger fort, während Lewtschenko bereits nach einwöchigem Flug zur Erde zurückkehrte. Während dieser ersten Flugwoche wurden biologische Experimente mit Teepflanzen, Guppys und Zwiebeln durchgeführt, die Anpassung des Menschen an die Schwerelosigkeit studiert, ein spezielles Bewegungstraining ausgeführt und Eiweißstrukturen für den medizinischen Einsatz hergestellt, darunter ein superreines Antivirenpräparat. Zu den Aufgaben der dritten Stammcrew gehörten des Weiteren Experimente zur Erderkundung (Spektralanalysen von Land- und Meeresgebieten zur Ermittlung von Umweltverschmutzungen sowie für landwirtschaftliche Zwecke, darunter das internationale aerokosmische Forschungsprogramm Tienschan-Interkosmos 88), Meteorologie, Atmosphärenforschung, Weltraumtechnologie, Physiologie, Psychologie und Medizin. Großen Raum nahmen auch astronomische Forschungen ein. Mit der Anlage Marija wurden mehrere Messserien an Elektronen- und Positronenströmen vorgenommen. Weitere Beobachtungen galten den Sternbildern Löwe und kleiner Bär sowie der großen Magellanschen Wolke mit den Teleskopanlagen des Moduls Kwant. Auf materialwissenschaftlichem Gebiet wurden in erster Linie galvanische Beschichtungen als Korrosionsschutz studiert. Auch gehörte die Züchtung reiner Halbleitereinkristalle zum Arbeitsprogramm. Außerdem wurden Wartungsarbeiten am Wärmeregulierungssystem durchgeführt, mit einem Schwingungsexperiment die Stabilität des Komplexes untersucht und verschiedene Teleskope mehrfach neu justiert und geeicht.
Titow und Manarow arbeiteten dreimal außerhalb der Station. Am 26. Februar wechselten sie ein Segment an einer Solarzellenfläche (4:25 h). Am 30. Juni sollte ein Detektorblock am astrophysikalischen Modul Kwant gewechselt werden. Der Versuch misslang jedoch im ersten Anlauf (5:10 h).
Zur Versorgung der Kosmonauten wurden die Transportraumschiffe Progress 34 bis 37 entladen. Gemeinsame Forschungen wurden mit den Gastbesatzungen der Raumschiffe Sojus TM-5 und Sojus TM-6 durchgeführt. Ein Mitglied der Besatzung von Sojus TM-6, der Arzt Waleri Poljakow, wurde im August in die Stammbesatzung integriert. Von diesem Zeitpunkt an wurden die medizinischen Experimente intensiviert. So wurden Untersuchungen des Blutkreislaufes angestellt, Knochen- und Gelenkveränderungen studiert, Blutanalysen vorgenommen, die Muskelentwicklung beobachtet, der Zusammenhang von Stress, Ernährung und Gewicht erforscht und regelmäßig Elektrokardiogramme angefertigt. Ergänzt wurde das Forschungsprogramm durch psychologische Tests sowie Untersuchungen zur Fernerkundung der Erde, Atmosphärenforschung (u. a. Ozongehalt der oberen Atmosphäre) und Astronomie. Dazu zählten Beobachtungen der Supernova 1987A und des Sternbildes Großer Hund mit dem UV-Teleskop Glasar, die Messung von Strömen elektrisch geladener Elementarteilchen hoher Energie im erdnahen Raum, der Einsatz des Magnetspektrometers Marija zur Sternbeobachtung sowie die Erkundung von Röntgenstrahlungsquellen im Krebsnebel, in der kleinen Magellanschen Wolke und im Sternbild Altar. Außerdem wurde das UVS-Teleskop zur Fotografie astronomischer Objekte im Sternbild Stier genutzt. Mit der Anlage Birjussa konnte der Verlauf physikalisch-chemischer Prozesse unter den Bedingungen der Mikrogravitation untersucht werden. Biochemische Forschungen betrafen die Synthese von Polyacryl-Helium. Technologische Forschung (Experiment Wichr) und landwirtschaftliche Untersuchungen sowie Wartungsarbeiten (u. a. am Wasserregenerierungssystem der Station) ergänzten das umfangreiche Arbeitsprogramm.
Nach Anlieferung neuer Werkzeuge gelang bei einem weiteren Ausstieg auch die Demontage eines Detektorblockes am Röntgenteleskop der Station. Gleichzeitig wurden Vorbereitungen für weitere Montagearbeiten zur Erweiterung der Station getroffen (4:12 h). Eine Materiallieferung erfolgte mit dem automatischen Transportraumschiff Progress 38. Titow und Manarow kehrten mit dem Raumschiff Sojus TM-6 zur Erde zurück, während Poljakow mit der vierten Stammbesatzung an Bord der Station verblieb. Die Mission hatte bei mehr als 2000 Experimenten vielfältige Forschungsergebnisse erbracht.